# Luna 1960B
Luna 1960B (sèrie E-3) fou el tercer intent soviètic de fotografiar la cara oculta de la Lluna, després de la molt reeixida missió Luna 3 i el fracàs de Luna 1960A. Fou llançada el 16 d'abril del 1960. Luna 1960A havia estat dissenyada per repetir la missió de Luna 3, però amb càmeres de resolució més alta i acostant-se més a la Lluna.
La missió fou un fracàs. Durant el llançament, els quatre coets acceleradors del vehicle de llançament s'engegaren incorrectament, se separaren i sortiren disparats en direccions aleatòries, fent que el llançament fracassés i provocant danys a la plataforma de llançament.